# Carlos Pena Jr.
Carlos PenaVega tidligere Carlos Roberto Pena Jr (født 15. august 1989) er en amerikansk skuespiller, singer-songwriter og danser. Han er mest kendt for sin medvirken i Nickelodeon-serien Big Time Rush som Carlos Garciá i bandet Big Time Rush.